# Кузьми (Лодзинське воєводство)
Кузьми (пол. Kuźmy) — село в Польщі, у гміні Дмосін Бжезінського повіту Лодзинського воєводства.
Населення — 89 осіб (2011).
У 1975-1998 роках село належало до Скерневицького воєводства.

## Демографія
Демографічна структура станом на 31 березня 2011 року:
|          | Загалом | Допрацездатний вік | Працездатний вік | Постпрацездатний вік |
| -------- | ------- | ------------------ | ---------------- | -------------------- |
| Чоловіки | 47      | 9                  | 32               | 6                    |
| Жінки    | 42      | 8                  | 21               | 13                   |
| Разом    | 89      | 17                 | 53               | 19                   |